# Rue Beauregard
Rue Beauregard är en gata i Quartier de Bonne-Nouvelle i Paris andra arrondissement. Gatans namn kommer av att man tidigare hade en "vacker utsikt" över Paris från den höjd, på vilken gatan är belägen. Rue Beauregard börjar vid Rue Poissonnière 14 och slutar vid Boulevard de Bonne-Nouvelle 5 bis och Rue de Cléry 97.

## Omgivningar
- Notre-Dame-de-Bonne-Nouvelle
- Square Jacques-Bidault
- Rue Poissonnière
- Rue de la Lune
- Rue de la Ville-Neuve
- Rue Notre-Dame-de-Recouvrance
- Rue Thorel
- Rue des Degrés

## Bilder
| - Rue Beauregard. - Gatuskylt. - Kyrkan Notre-Dame-de-Bonne-Nouvelle. - Square Jacques-Bidault. |

## Kommunikationer
- Tunnelbana – linjerna   – Bonne-Nouvelle
- Busshållplats Poissonnière-Bonne Nouvelle – Paris bussnät, linje 32

### Webbkällor
- ”Rue Beauregard”. Mairie de Paris. https://web.archive.org/web/20160303183040/http://www.v2asp.paris.fr/commun/v2asp/v2/nomenclature_voies/Voieactu/0785.nom.htm. Läst 1 augusti 2022.
- ”Rue Beauregard (2ème arrondissement)”. Les rues de Paris. https://web.archive.org/web/20180223013221/http://www.parisrues.com/rues02/paris-02-rue-beauregard.html. Läst 1 augusti 2022.